# Nagrada Krešo Golik
Nagrada "Krešo Golik", godišnja je filmska nagrada. Dodjeljuje ju hrvatski dnevni list "Vjesnik" za životni doprinos filmskoj umjetnosti u protekloj godini. Prvi put je dodijeljena 1997. godine.
Dobitnik dobiva povelju, plaketu i 25.000 kuna.
Ime je dobila po hrvatskom glazbenom umjetniku Kreši Goliku.

## Dosadašnji dobitnici i dobitnice
- 1997.: Fabijan Šovagović
- 1998.: Antun Vrdoljak
- 1999.: Nikola Tanhofer
- 2000.: Branko Lustig
- 2001.: Boris Dvornik
- 2002.: Nedjeljko Dragić
- 2003.: Fadil Hadžić
- 2004.: Tomislav Pinter, filmski fotograf[2]
- 2005.: Krsto Papić
- 2006.: Zvonimir Berković
- 2007.: Ante Peterlić
- 2008.: Radojka Tanhofer
- 2009.: Relja Bašić, hrvatski glumac[1]
- 2010.: Ivan Šima Šimatović
- 2011.: Vladimir Tadej